# Kajora
Kajora é uma vila no distrito de Barddhaman, no estado indiano de Bengala Ocidental.

## Demografia
Segundo o censo de 2001, Kajora tinha uma população de 24 955 habitantes. Os indivíduos do sexo masculino constituem 55% da população e os do sexo feminino 45%. Kajora tem uma taxa de literacia de 54%, inferior à média nacional de 59,5%: a literacia no sexo masculino é de 62% e no sexo feminino é de 43%. Em Kajora, 12% da população está abaixo dos 6 anos de idade.